# Battista Acquaviva
Battista Acquaviva (ur. 5 sierpnia 1984 w L’Île-Rousse) – pochodząca z Korsyki francuska piosenkarka i śpiewaczka operowa (mezzosopran), obdarzona głosem trzyoktawowym.

## Życiorys
Pochodzi z rodziny o tradycjach muzycznych. Jej ojciec Nando Acquaviva jest muzykiem i muzykologiem. 
Uczyła się śpiewu początkowo z pomocą ojca, a następnie doskonaliła warsztat wokalny pod kierunkiem Guillemette Laurensa, specjalizującego się w utworach barokowych, aktorki Martine Viard i andaluzyjskiej śpiewaczki Aminy Alaoui. Uczyła się także gry na skrzypcach.
W 2005 wystąpiła w audycji prowadzonej przez Caroline Bourgine w rozgłośni France Culture. Sławę we Francji przyniosły jej występy w duecie z korsykańskim śpiewakiem Antoine Ciosi. Występowała jako solistka w Kanadzie, Rosji i Austrii, gdzie śpiewała w wiedeńskiej katedrze św. Szczepana. Od 2012 współpracuje z francusko-ormiańskim jazzmanem André Manoukianem, a także z gitarzystą Cecce Pesce. Zajmuje się także propagowaniem tradycyjnej muzyki korsykańskiej. 
W listopadzie 2014 wystąpiła we francuskiej edycji programu The Voice: la plus belle voix śpiewając Psalm Dawida, w tradycyjnej wersji korsykańskiej. Na swoją mentorkę wybrała Jenifer Bartoli. Odpadła w czwartej rundzie programu.

## Dyskografia
- 2012: Che Notte
- 2015: Les Chants de Libertes
- Canti Corsi
- Nerone in Corsica
- Fiumarella
- À Voce Piena (z Antoine Ciosi)
- Anthologie du Chant Corse
- Sound Ritual (z Karlem Ritterem)